# Erm (Drenthe)
Pour les articles homonymes, voir Erm.
Erm est un village situé dans la commune néerlandaise de Coevorden, dans la province de Drenthe. Le 1er avril 2004, le village comptait 420 habitants.